# Pseudocleomenes albobifasciatus
Pseudocleomenes albobifasciatus là một loài bọ cánh cứng trong họ Cerambycidae.